# Пищане
Пищане (произношение Пѝщанье) е село в Западна България. То се намира в Община Сливница, Софийска област.

## География
Село Пищане се намира във западния дял на Вискярска планина. Най-висок връх в землището на селото е връх Забел (1018 метра надморска височина). През селото преминава Бурелска (Габерска река), която местните наричат "Пищанска". Най-красивият връх в землището е отбелязан на картите под името Чеканска бука (1010 метра надморска височина), но името, с което е познат в селото е Орльовица, заради гнездящите някога там орли. 

## История
Според местните легенди, старото име на селото е Добромирово и се е намирало в местността Селищие, където са запазени останките на старата черква. Познатото име идва от разказа, че в рамките на османското нашествие е то нападнато и разгромено и ограбено, като затова е "пропищяло". Част от оцелелите жители се преселват в други села, след което се завръщат и го преосновават в най-ниската част при реката, за да не се вижда от далеч. На югоизток от селото се намира връх Градище, където вероятно е имало средновековна кула, част от защитната система на българската държава. Върхът не е проучен, но е жертва на иманярски набези. 

## Културни и природни забележителности
Черквата Успение на Света Богородица е построена през 1854 г., с даренията на местните фамилии и хора от околните села. Тя е единственият православен храм от този период в района. В надпис до вратата на черквата е оставено името на нейния строител - майстор Ангелко. До нея е построенно магерница и училище, което функционира до 60-те години на 20 век, след което е изоставено. През 80-те, местен жител го използва за обор, като са изхвърлени и унищожени запазените до тогава книги, учебници и списъци с ученици и учители, а в резултат от тази експлоатация и самото училище пада и в момента е руина. 
През 90-те черквата е почистена, реновирана и отново се превръща в естествен център на селото, независимо, че е жертва на иманярски набези и някои от запазените богослужебни книги от 19 век са откраднати, както и икони от иконостаса. Понастоящем за нея се грижи местно настоятелство, което поддържа сградата, двора и организира общоселския събор на Голяма Богородица. 
Светци - някои от старите местни фамилии имат оброци "светци", каменни кръстове в различни местности, посветени на християнски светец. На датата на отбелязването на неговия празник, фамилията организира курбан, на който се стичат хората от селото, сродници и гости. Самото село си има отделен оброк, където се е организирал курбан за здраве. Други оброци са на Свети Дух в месността Пресвета, където е изграден малък параклис, Свети Илия, над махалата Пометковци, Свети Спас в местността Буки и др.
Извор "Светената вода", намира се във вековна букова гора под втория връх на местността Кръст.
Водопад "Горното Бучало", малка каскада от три водопада в скалния пролом на Бурелска река, в местността Студенъц
Кутловица, долина, която се намира между върховете Градище и Костела, през нея минава старата пътека от селото за село Озерновци. Има кладенец и малък поток, който през годините няколко пъти е завиряван в малко езеро за напояване на стадата. В същата местност има руини на обор на ТКЗС, в който през социалистическия период се отглеждат говеда.

## Редовни събития
Съборът на селото е на 28 август (Голяма Богородица, стар стил). Тогава се прави курбан за здраве и всички се събират около черквата, за да хапнат задружно в името на празника. 